# Йоганн фон Оле
Йоганн фон Оле (*Johann von Ohle, д/н —після 1403) — тимчасовий магістр Лівонського ордену в 1388—1389 роках.

## Життєпис
Походив з вестфальського шляхетського роду Оле, що були міністеріалами графів Арнсбергі і Келнських архієпископів. Також ймовірно мали родинні стосунки з лицарським родом Плеттенбергів. Син Ебергарда фон Оле. Народився в замку Оле (частину сучасного міста Плеттенберг).
До 1381 року перебував на службі Кельнського архієпископства. Після цього перебирається до тевтонського ордену, де зробив швидку кар'єру в Лівонії. 1387 року призначається ландмаршалом (другою посадовою особою Лівонського ордену).
1388 року після смерті магістра Робіна фон Ельтца тимчасово виконував обов'язки очільникаОрдену до 1389 року, але незміг обійняти посаду ландмейстера. Новим магістром Ордену став Веннемар фон Брюггеней.Йоганн фон Оле залишавсяландмаршалом до 1393 року. 1402 року призначено динамюндським комтуром. Остання згадка відноситься до 1403 року.